# تيكومة هلباء
تيكومة هلباء (الاسم العلمي:Tecoma hirsuta) هي نوع غير مؤكد من النباتات يتبع جنس التيكومة من الفصيلة البنيونية.